# Edition Moderne
Edition moderne est une maison d'édition suisse, spécialisée dans la publication de bandes dessinées.
Cette maison d'édition publie des ouvrages en langue allemande, ce qui explique que les volumes soient rarement disponible dans les pays francophones. Trois ouvrages de Thomas Ott (Tales of error (1989), Greetings from Hellville (1994), Dead End (1996)), muets à l'exception de quelques panneaux ou étiquettes, ont cependant été distribués en France.

## Parmi les auteurs publiés
- David B.
- Baru
- Edmond Baudoin
- Nicolas Mahler
- José Muñoz/Carlos Sampayo
- Marjane Satrapi
- Thomas Ott
- Jacques Tardi
- Ulli Lust
- Anna Sommer

### Documentation
- (en) Ben Juers, « Edition Moderne : Pointu Vague », The Comics Journal, no 310,‎ hiver-automne 2024, p. 288-291.